# アンバーリン
アンバーリン（Anberlin）は、アメリカ合衆国フロリダ州出身のオルタナティヴ・ロック・バンドである。
アメリカの「オルタナティヴ・ロック・シーン」を代表するバンドとして、全米で熱狂的なファンを獲得。インディーズ時代にリリースしたアルバムの成功を受けて、現在はメジャーレーベルのユニバーサル・リパブリックに所属している。

## 略歴

### 結成

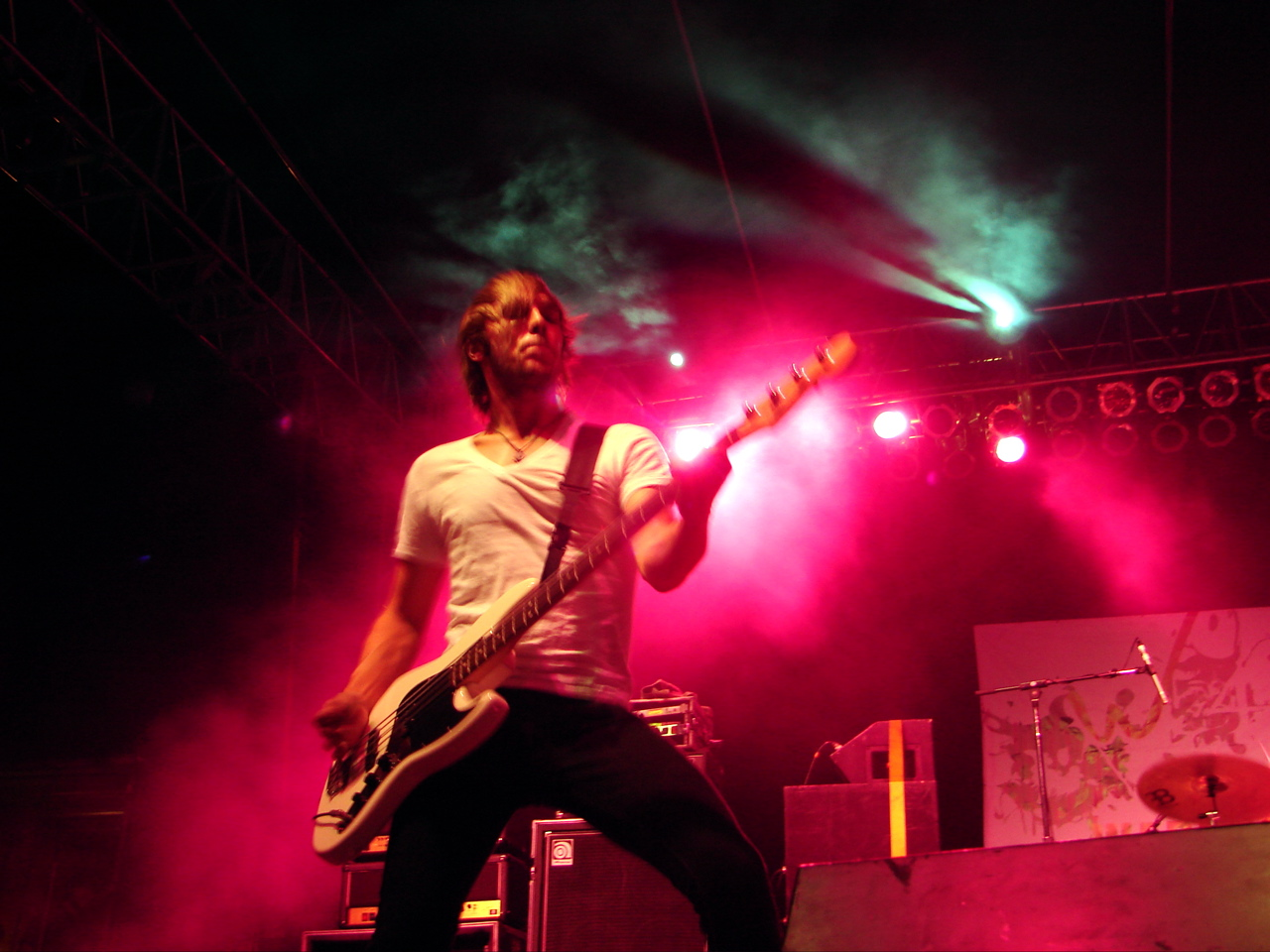
デオン・レクスロート（ベース）

2002年にスティーヴン・クリスチャンらを中心に結成。
その後、大手インディーズレコード会社の「トゥース・アンド・ネイル・レコード」から誘いが掛かり、契約を結ぶことに成功する。

### インディーズレーベルでの活動
2003年5月6日に、ファースト・アルバム『ブループリンツ・フォー・ザ・ブラック・マーケット』をリリース。6万枚以上を売り上げる。しかし、その直後にギタリストのジョーイ・ブルースがバンドから追放された。その理由は、彼がセックスとドラッグに溺れる生活を送っていて、残りのメンバーとは合わない方向に向かっていたからとのこと。後継者として「The Mosaic」に所属していたネイサン・ストレイヤーを迎え入れる。
そして2005年2月1日には、セカンド・アルバム『ネヴァー・テイク・フレンドシップ・パーソナル』をリリースし、ビルボード・アルバムチャートにて144位を記録した。
また、前作から2年以上を空けた2007年7月2日には、サード・アルバム『シティーズ』をリリース。同アルバムは一週間に3万4千枚を売り上げ、ビルボード・アルバムチャートにて、初登場19位を記録する。ちなみに、このアルバム発表前にギタリストのネイサン・ストレイヤーが「The Mosaic」の活動に専念するためバンドから友好的に脱退しており、後継者としてクリスチャン・マッカルハニーを迎え入れている。
同年3月7日には、サード・アルバム『シティーズ』と、ファースト・アルバムとセカンド・アルバムをセットにした2枚組『ブループリンツ・フォー・ザ・ブラック・マーケット ネヴァー・テイク・フレンドシップ・パーソナル』のそれぞれ日本国内盤が発売される。

### メジャーレーベルでの活動
そして2007年8月16日に、大手メジャーレーベルのユニバーサル・リパブリックへ移籍し、すぐにニュー・アルバムの作成を開始。プロデューサーにニール・アヴァロン（New Found Glory/Yellowcard/Fall Out Boy等）を迎えて、8週間かけてレコーディングされた。
そして、メジャー・デビュー第一弾アルバムとして、2008年9月30日にアルバム『ニュー・サレンダー』をリリース。このアルバムは一週間に3万6千枚を売り上げ、前作を上回るビルボード・アルバムチャート初登場13位を記録。
全米リリースから少し遅れた2009年2月4日に、日本国内盤『ニュー・サレンダー』が発売され、同年3月には「New Found Glory」や「Forever the Sickest Kids」等と共に来日公演を行った。
2010年9月7日には、アルバム『Dark Is the Way, Light Is a Place』をリリース。全米アルバムチャートでは、初登場9位を記録した。
2012年10月16日、アルバム『Vital』をリリース。全米アルバムチャートで、初登場16位を記録。

## 音楽性
「ややメタリックで、どこか冷たさを感じさせるメランコリックなギターサウンド」に、クリスチャンの柔らかい高音ヴォーカルが化学反応的に融合。全体的には、冬を連想させる「寂しさ」や「侘しさ」といったものを感じさせる楽曲が多い。

## バンド名の由来
- 「ドイツのベルリンを少しひねったもの。And Berlin → Anberlin（アンド・ベルリン➝アンバーリン）」
- 「"Anberlin"という女の子の名前から付けた。」

等、色々な説があるが、はっきりとした由来は未だ明らかにされてはいない。

## トリビア
- フロントマンのスティーヴン・クリスチャンは、現ベーシストのデオン・レクスロートと共に中等学校時代（アメリカでは、小学校の高学年と中学校を含む5～8年生にあたる）に「SaGoh 24/7」という名のバンドを結成している。そして、インディーズレーベルの「Rescueレコード」から『Servants After God's Own Heart』と『...Then I Corrupt Youth』の2枚のアルバムをリリースしたが、合わせてたった1万3千枚しか売れなかった。

- ボーカルのスティーヴン・クリスチャンは、キリスト教系の音楽雑誌に、クリスチャン・パンク・バンド「The Knights of the New Crusade」のプロモーション・イメージが、イエス・キリストの顔に泥を塗っているとして批判の手紙を送っている。

- 彼らの曲の中には、宗教的な内容が含まれている物が複数ある。そのため、キリスト教のミュージック・フェスティバルに出場したり、クリスチャン・ロックのコンピレーション・アルバムに曲を提供したりもしている。

- 9年間の音楽活動を経て、全アルバムの総売り上げが50万枚を突破している。

- ファースト・アルバム『ブループリンツ・フォー・ザ・ブラック・マーケット』を2003年5月6日にリリースした彼らだが、リリース当初は全然人気がなかった。実際に注目される様になったのは、このアルバムからのファースト・シングル「Readyfuels」がヒットしてからである。

- アメリカのエモバンド、コープランドと仲が良い。

## メンバー

### 現在のメンバー

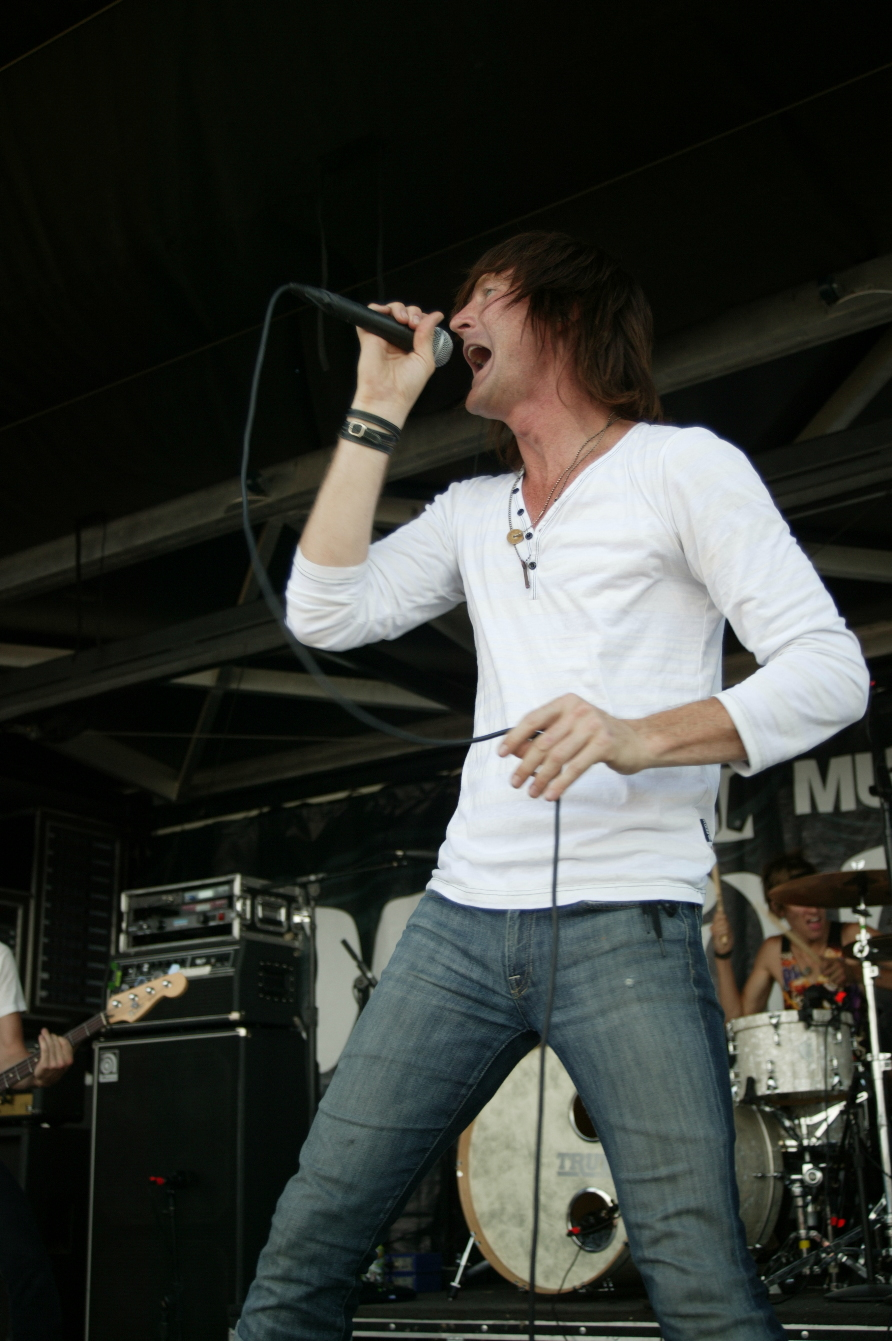
スティーヴン・クリスチャン（ボーカル）

- スティーヴン・クリスチャン (Stephen Christian) - ボーカル、キーボード (2002年–2014年、2018年、2019年– ) ※1980年7月28日生まれ。セントラルフロリダ大学卒で、心理学を学んでいた。現在はロサンゼルス在住。
- ジョセフ・ミリガン (Joseph Milligan) - リードギター、バック・ボーカル (2002年–2014年、2018年、2019年– )
- デオン・レクスロート (Deon Rexroat) - ベース (2002年–2014年、2018年、2019年– )
- ネイサン・ヤング (Nathan Young) - ドラム、パーカッション (2002年–2014年、2018年、2019年– )
- クリスチャン・マッカルハニー (Christian McAlhaney) - リズムギター、バック・ボーカル (2007年–2014年、2018年、2019年– )

### 旧メンバー
- ネイサン・ストレイヤー (Nathan Strayer) - リズムギター (2002年–2004年)
- ジョーイ・ブルース (Joey Bruce) - リズムギター、バック・ボーカル (2004年–2007年)

## ディスコグラフィ

### スタジオ・アルバム
| 発売日         | アルバムのタイトル                                                               | 販売レーベル         | 全米ビルボードアルバムチャート最高位 |
| 2003年5月6日   | ブループリンツ・フォー・ザ・ブラック・マーケット Blueprints for the Black Market | Tooth & Nail records | -                                    |
| 2005年2月1日   | ネヴァー・テイク・フレンドシップ・パーソナル Never Take Friendship Personal      | Tooth & Nail records | 144位                                |
| 2007年2月20日  | シティーズ Cities                                                                | Tooth & Nail records | 19位                                 |
| 2008年11月30日 | ニュー・サレンダー New Surrender                                                 | Universal Republic   | 13位                                 |
| 2010年9月7日   | Dark Is the Way, Light Is a Place                                                | Universal Republic   | 9位                                  |
| 2012年10月16日 | Vital                                                                            | Universal Republic   | 16位                                 |
| 2014年7月22日  | Lowborn                                                                          | Tooth & Nail records |                                      |

### EP
- Godspeed EP (2006年、Tooth & Nail)
- Type Three (2012年、自主制作)

### コンピレーション・アルバム
- Lost Songs (2007年、Tooth & Nail)
- Blueprints for City Friendships: The Anberlin Anthology (2009年、Tooth & Nail)
- Dancing Between the Fibers of Time (2012年、Tooth & Nail)
- Best of Anberlin (2013年、Capitol / Tooth & Nail)
- Devotion (2013年、Big3)

### シングル

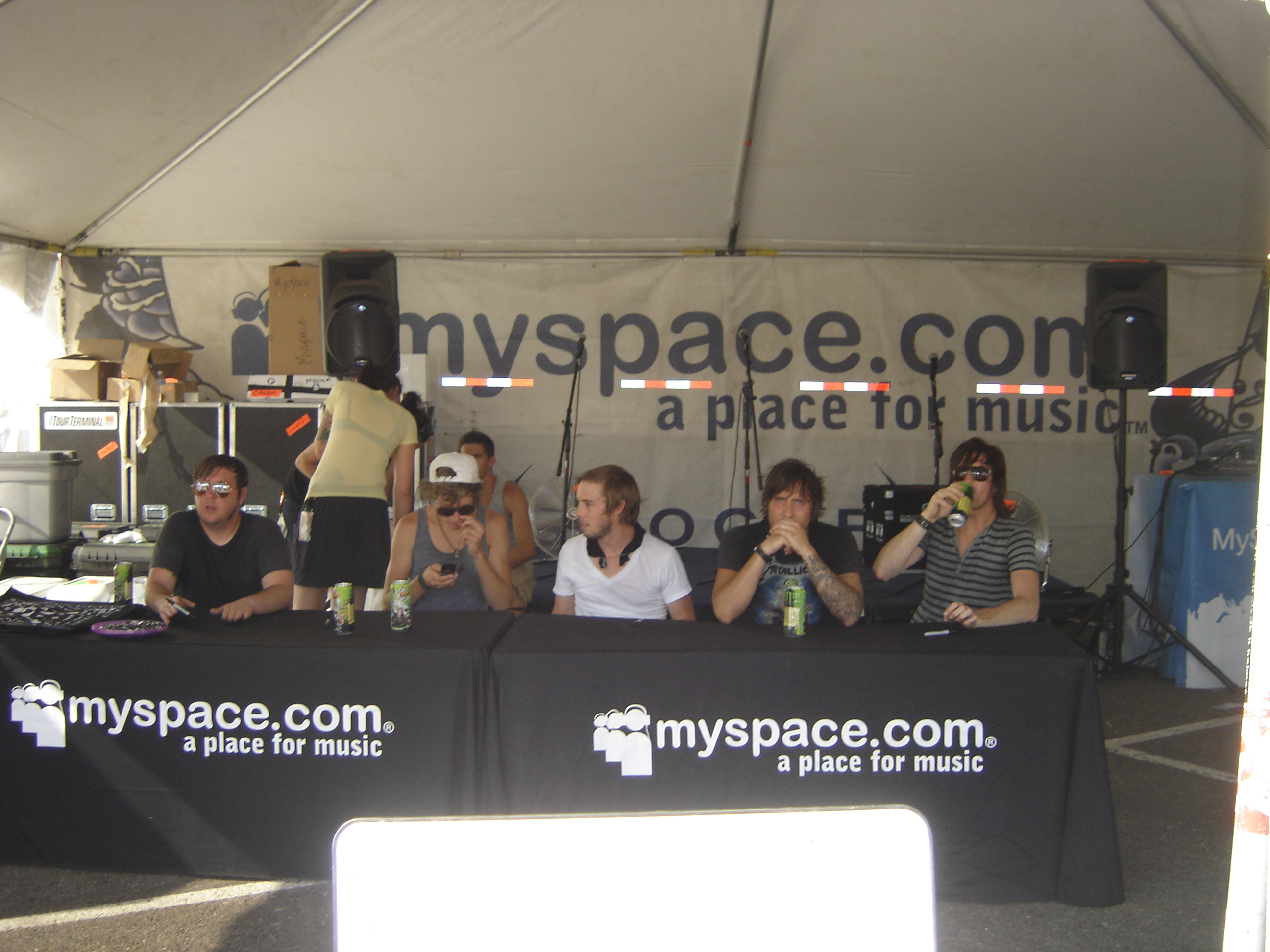
サイン会の様子。

| 2003年                                  | "Readyfuels"                  | —   | —  | Blueprints for the Black Market   |
| 2003年                                  | "Change the World(Lost Ones)" | —   | —  | Blueprints for the Black Market   |
| 2005年                                  | "A Day Late"                  | —   | —  | Never Take Friendship Personal    |
| 2006年                                  | "Paperthin Hymn"              | —   | 38 | Never Take Friendship Personal    |
| 2006年                                  | "Godspeed"                    | —   | —  | Cities                            |
| 2007年                                  | "The Unwinding Cable Car"     | —   | —  | Cities                            |
| 2008年                                  | "Feel Good Drag"              | 108 | 1  | New Surrender                     |
| 2009年                                  | "Breaking"                    | —   | 32 | New Surrender                     |
| 2009年                                  | "True Faith"                  | —   | 35 | New Surrender                     |
| 2010年                                  | "Impossible"                  | —   | 5  | Dark is the Way, Light is a Place |
| 2010年                                  | "We Owe This to Ourselves"    | —   | —  | Dark is the Way, Light is a Place |
| 2011年                                  | "Closer"                      | —   | 39 | Dark is the Way, Light is a Place |
| 2012年                                  | "Someone Anyone"              | —   | 34 | Vital                             |
| 2012年                                  | "Self-Starter"                | —   | —  | Vital                             |
| 2013年                                  | "Unstable"                    | —   | 42 | Vital                             |
| 2013年                                  | "City Electric"               | —   | —  | Devotion                          |
| 2014年                                  | "Stranger Ways"               | 87  | 65 | Lowborn                           |
| 2014年                                  | "Harbringer"                  | —   | —  | Lowborn                           |
| "—"は、チャートに入らなかった事を表す。 |                               |     |    |                                   |

### ミュージック・ビデオ
- 2004「Readyfuels」
- 2005「A Day Late」
- 2006「Paperthin Hymn」
- 2007「Godspeed」
- 2007「The Unwinding Cable Car」
- 2008「Feel Good Drag」
- 2010「Impossible」
- 2010「We Owe This to Ourselves」
- 2013「Someone Anyone」(※Lyric Video)
- 2013「Unstable」
- 2013「Dead American」
- 2014「Stranger Ways」